# Das Jahr, als meine Eltern im Urlaub waren
Das Jahr, als meine Eltern im Urlaub waren ist ein brasilianischer Spielfilm aus dem Jahre 2006. Er war Wettbewerbsbeitrag bei der Berlinale 2007.

## Handlung
Der Film spielt 1970 im Brasilien der Militärdiktatur unter General Emílio Garrastazu Médici. Mauro ist ein fußballbegeisterter Junge, der den Beginn der Fußball-Weltmeisterschaft 1970 nicht erwarten kann. Die Zeit vertreibt bis dahin vertreibt er sich mit Tischfußball und Phantasien über die brasilianische Fußballnationalmannschaft, die bei dieser WM zum dritten Mal Weltmeister werden kann. Kurz vor der WM muss Mauro mit seinen Eltern in deren VW Käfer Hals über Kopf von seiner Heimatstadt Belo Horizonte nach São Paulo reisen. Angeblich fahren sie in den Urlaub, und Mauro solle so lange bei seinem Großvater bleiben. Pünktlich zum Beginn der Fußball-WM wollen sie wieder zurück sein.
Vor dem Haus des Großvaters lassen sie ihn allein und fahren davon. Mit einem Koffer und einem Fußball wartet Mauro vor der Wohnungstür des Großvaters, der nicht zu Hause zu sein scheint. Nach langem Warten taucht plötzlich der alte Nachbar Shlomo auf, und Mauro muss erfahren, dass sein Großvater kurz zuvor gestorben ist. Von nun an kümmern sich Shlomo und die jüdische Gemeinde um den Jungen. Mauro, dessen Vater Jude ist, der aber unreligiös aufgewachsen ist, landet in einer Gesellschaft, die nicht nur eine ihm fremde Sprache spricht, sondern deren Traditionen und Gepflogenheiten ihm völlig neu sind. Der alte Shlomo hat nur wenig Verständnis für den nichtwissenden Mauro. Nur langsam kommen die beiden sich näher.
Mauro findet dennoch schnell auch hier Freunde. Die gleichaltrige Hanna, die mit ihrer Mutter im selben Haus wohnt, wird schnell zur besten Freundin. Das Warten auf die Eltern verbindet sich mit dem Warten auf das große Fußballereignis. Zum ersten Spiel der Brasilianer sind die Eltern jedoch nicht wie versprochen zurück. Die Freude über den Sieg seines Teams ist deshalb auch nur halb so groß. 
Über die Zufallsbekanntschaft zu dem Studenten Italo, der sich in der Studentenopposition  engagiert und der Mauros Vater kennt, erfährt Shlomo mehr über den Verbleib der Eltern Mauros, wird aber von der Staatssicherheit bei einem Treffen mit den Studenten beobachtet. Nach einer Verhaftungsaktion der Polizei an der Universität wird auch Shlomo zu einem Verhör abgeholt. Während des Finales um die Fußball-WM kommt Shlomo zurück nach Hause, und auch Mauros Mutter ist wieder da. Brasilien wird Weltmeister, und die Mutter nimmt den Sohn mit ins Exil. Doch der Vater bleibt verschwunden.

## Kritiken
- Der Tagesspiegel, 10. Februar 2007: Brasilien ist Weltmeister, im Finale gegen Italien 1970 in Mexiko, das ganze Land jubelt und feiert. Nur ein kleiner, fußballbegeisterter Junge wandert allein durch die Straßen von São Paulo. Die Stunde des größten Triumphs ist für ihn die einsamste seines Lebens. In dieser beklemmenden Parallelführung kulminiert Cao Hamburgers Wettbewerbsbeitrag „O ano em que meus pais sairam de ferias“. Ein konzentrierter, eindringlicher Film mit seinem ganz eigenen, schönen Rhythmus.

- Berliner Morgenpost, 10. Februar 2007: Der Regisseur Cao Hamburger hat viel mit Kindern gearbeitet. Das sieht man. In Mauros schlichtem Auftreten spiegeln sich viele unterdrückte Gefühle. Alles, was wir sonst von Brasilien zu wissen glauben, Strände, Bossa Nova, viel Sonne, Zuckerrohrschnaps und leichtes Leben, muss es in einem anderen Land geben. Hier nicht. Die Farben sind gedeckt und schmutzig. Sao Paulo erscheint trist, arm, gefährdet. Am Ende kehrt nur ein Elternteil aus dem Urlaub zurück. Ein Sommerdiktaturmärchen, bitter und zart und beeindruckend.

## Auszeichnungen
Der Film erlebte seine Uraufführung am 26. September 2006 beim Festival do Rio in Rio de Janeiro und erhielt bei diesem Festival den Publikumspreis. 
2007 wurde Das Jahr, als meine Eltern im Urlaub waren als offizieller brasilianischer Beitrag für die Nominierung um den besten fremdsprachigen Film bei der Oscar-Verleihung 2008 ausgewählt, obwohl zuvor José Padilhas Publikumserfolg Tropa de Elite nominiert worden war. Eine Jury bestehend aus Filmkritikern, Filmemachern und Journalisten hatte das Krimidrama, das über kontroverse Themen wie Drogenkriminalität und die Polizeiarbeit in Brasiliens Hauptstadt Rio de Janeiro berichtet, nachträglich aus dem Rennen genommen, da man Hamburgers Film bessere Erfolgsaussichten zuspricht. Diese lägen unter anderem darin begründet, dass die meisten Mitglieder der Academy of Motion Picture Arts and Sciences, die über die Auslandsfilme urteilt, über 60 Jahre alt seien und „Gewalt nicht sehr mögen würden“, so ein Jurymitglied. Der Film hätte sich zudem zu sehr am Muster der durchschnittlichen US-amerikanischen Fernsehserien orientiert.